# Mastino II della Scala
Mastino II della Scala (1308-1351) est un condottiere et un homme politique italien du XIVe siècle, membre de la dynastie scaligère. Fils d'Alboino della Scala, il succède en juillet 1329 à son oncle Cangrande Ier, en même temps que son frère Alberto II.
Alberto est d'un naturel affable et généreux, mais peu porté aux affaires du gouvernement. Son frère Mastino est ambitieux et déterminé. Très rapidement, le premier laisse au second le contrôle de Vérone et de ses possessions. Mastino va ainsi porter la seigneurie jusqu'à sa plus vaste expansion territoriale, s'appropriant les provinces de Brescia, de Parme et de Lucques. Il attire ainsi sur lui les foudres de Venise et de Florence, qui se liguent contre Vérone et la ramènent en quelques années à ses limites de 1312.
À l'exception de Vicence, Alberto II et Mastino II perdent tous les gains territoriaux engrangés par les Della Scala depuis leur arrivée au pouvoir à Vérone. Ils laissent à une postérité dégénérée une seigneurie réduite aux seconds rôles, qui passe bientôt sous la coupe de Milan, puis de la Maison de Carrare, et enfin de Venise.

## Mort de Cangrande I et accession au pouvoir d'Alberto II et de Mastino II
Le 18 juillet 1329, après avoir ajouté aux possessions de Vérone Vicence, Padoue, Feltre, Belluno, Conegliano et Bassano, Cangrande I della Scala entre en vainqueur dans Trévise, qu'il vient d'annexer. Quatre jours après avoir réalisé son rêve de reconstituer l'antique Marche de Vérone, il est emporté par une fièvre fulgurante.
En l'absence d'héritier légitime, ses neveux, Alberto, deuxième du nom, âgé de 23 ans et Mastino, deuxième du nom, âgé de 21 ans, sont placés à la tête de Vérone et de ses possessions. Le 23 juillet 1329, ils sont élus capitaines du Peuple par les différents conseils de Vérone et, le 27, podestats des Marchands. Dans les semaines qui suivent, Vicence, Padoue, Trévise, Feltre, Belluno, Conegliano et Bassano les reconnaissent, bon gré mal gré, pour seigneurs.

## Trajectoire de la seigneurie de Vérone sous Mastino II
Du fait de l'effacement relatif d'Alberto, Mastino II est souvent présenté comme l'artisan de la ruine de la dynastie scaligère. Il poursuit en fait l'expansion territoriale laissée en suspens par la mort de son oncle Cangrande. À l'automne 1330, il s'attaque à Brescia, provoquant l'arrivée en Italie de Jean Ier de Bohême, qui y installe un éphémère « royaume guelfe de Lombardie ». Ligué contre lui avec les Visconti, les Gonzague, la maison d'Este et Florence, Mastino s'empare de Brescia en 1332, puis de Parme et de Lucques en 1335. Il refuse de rétrocéder cette dernière à Florence, comme il s'y était engagé. Il provoque ainsi un conflit ouvert, auquel se joint la république vénitienne, inquiète de son expansionnisme agressif. À partir de 1336, réduit à la défensive, ses territoires envahis, Padoue révoltée, Mastino II est abandonné par les Visconti, les Gonzague et la Maison d'Este. Le 24 janvier 1339, il doit se résigner à signer, à Venise, une paix qui lui laisse Vérone, Vicence et, provisoirement, Parme et Lucques. La première lui est enlevée en 1341 par Azzo da Correggio. L'année suivante, il cède la seconde, isolée et sans continuité territoriale avec Vérone, aux Florentins. Les douze dernières années de son existence se dissipent en querelles avec les Visconti et avec les Gonzague.

### Premières années et annexion de Brescia

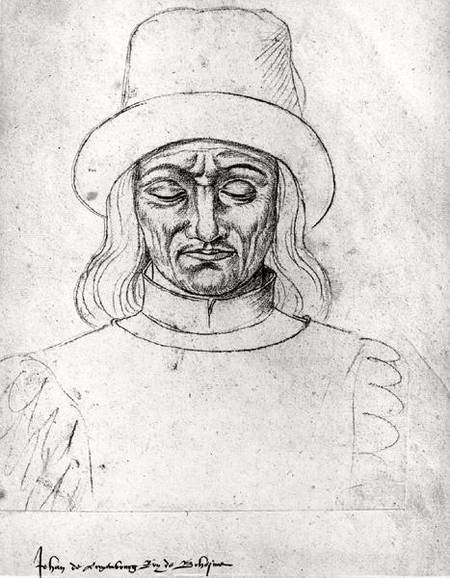
Jean de Luxembourg et de Bohême dit Jean l'Aveugle, par Jacques Le Boucq.

Quand ils prennent les rênes du pouvoir à Vérone, Alberto et Mastino sont dans les meilleurs termes avec leurs puissants voisins : les Visconti, qui règnent sur Milan, la Maison d'Este, qui domine Ferrare, les Gonzague, qui doivent à leur oncle Cangrande leur position à Mantoue, Azzo et Guido da Corregio (à Parme) dont ils sont les neveux par leur mère.
Mais l'expansion territoriale de Vérone vers l'est, initiée par Cangrande, inquiète et irrite les Vénitiens. Ceux-ci profitent de l'arrivée des deux jeunes seigneurs pour tester leurs réactions. Ils contestent les modalités d'application de leurs traités de commerce avec Padoue et avec Trévise. Entre 1329 et 1330, impressionnés par leur puissant voisin oriental, Alberto et Mastino cèdent sur tous les points et reportent leurs ambitions vers l'ouest et vers Brescia, que Mastino, prêtant main-forte aux gibelins bannis de la ville, attaque à l'été 1330.
Les Brescians sollicitent du secours, d'abord auprès de Robert de Naples, chef du parti guelfe en Italie, puis auprès de Jean Ier de Bohême, auquel la ville se donne le 31 décembre 1330. Dans les quinze jours qui suivent son arrivée à Brescia, à l'occasion d'un vide de pouvoir inédit, il emporte l'adhésion des grands seigneurs du nord de la péninsule et seules Venise, Vérone, Mantoue et Ferrare restent sur leurs gardes. En juin 1331, profitant d'une absence de Jean de Bohème, les guelfes de Brescia, insatisfaits du nouveau maître qu'ils se sont choisis, depuis qu'il a autorisé les gibelins exilés à réintégrer la cité, prennent langue avec Mastino et lui offrent leur ville contre l'expulsion du tyran étranger.
Foulant au pied des décennies de fidélité à la cause gibeline, Mastino accepte l'offre des guelfes de Brescia et ses troupes participent, le 15 juin 1332, à la prise de la ville et au massacre des gibelins pris au piège dans la cité. À la mi-juillet, Mastino, devenu seigneur de Brescia, installe Marsilio da Carrara comme podestat de la ville. Parce qu'elle est considérée comme une trahison par les gibelins, parce qu'elle nécessite de lever de nouveaux impôts, par ce qu'elle inquiète ses voisins, la prise de Brescia va contribuer à l'impopularité de Mastino II della Scala.

### Coalition contre Jean de Bohème, prise de Parme et de Lucques

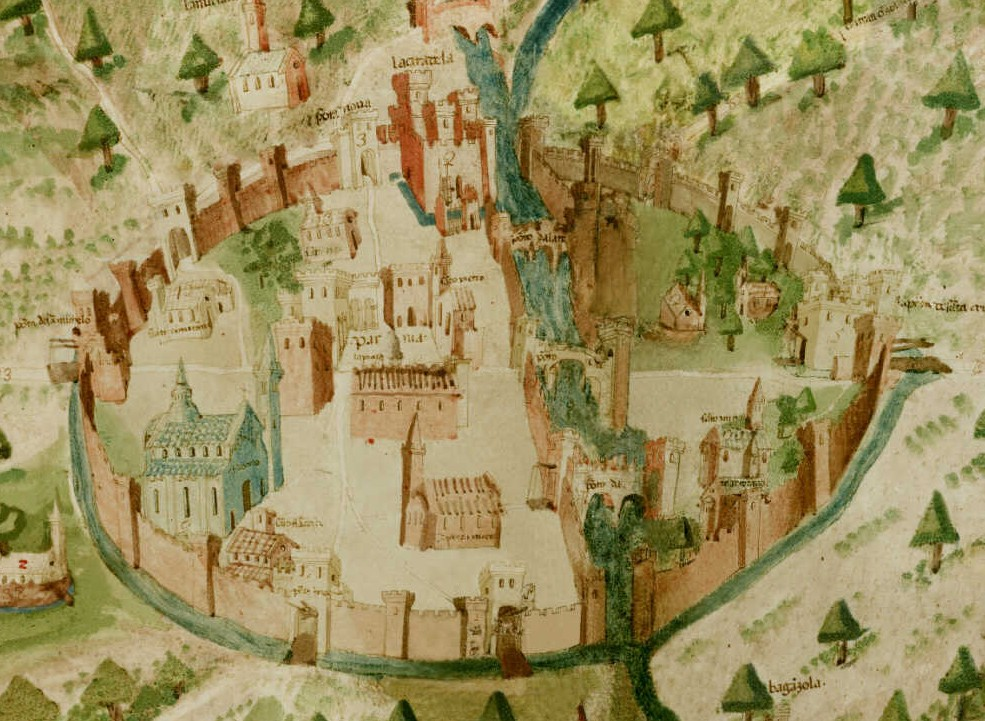
Vue de Parme au XV.

Après avoir soulevé l'enthousiasme à son arrivée dans la péninsule, Jean de Bohème suscite contre lui la création d'une très large coalition, unissant pour la première fois guelfes et gibelins dans un même rejet. Le 23 septembre 1332, Robert de Naples, la Maison d'Este, les Gonzague, les Scaliger, les Visconti et les Florentins jurent de le chasser d'Italie. Après avoir perdu Bergame, Jean de Bohème, appuyé par Bertrand du Pouget, le légat du Pape en Italie, inflige plusieurs défaites à ses adversaires mais, à court d'argent, il consent à une trêve qui va durer 23 juillet 1333 au 1er janvier 1334. Il en profite pour repasser les Alpes, laissant le commandement de ses troupes à Pietro Rossi. À la reprise des hostilités, Ravenne, Forlì, Rimini et Arezzo rejoignent la ligue, que Mastino manœuvre avec pour objectif la prise de Parme à son profit. À l'intérieur de la cité assiégée et dépourvue de soutien, Marsilio Rossi, à bout de ressources, fait sa soumission à Mastino et le 21 juin 1335, laisse les troupes Véronaises entrer dans Parme, non sans avoir négocié, pour lui et sa famille, les termes plus avantageux. Il s'est également engagé à faire évacuer Lucques, occupée par son frère Pietro et qui doit, aux termes du pacte des ligueurs, revenir aux Florentins. Confiée à Guido da Coreggio, Parme est occupée et traitée comme une prise de guerre. Ses habitants en conçoivent une grande aversion pour Mastino. Le 29 juin, ce dernier reçoit Reggio des mains de Giberto et Guido da Fogliano, et la transfère aux Gonzague de Mantoue. Mais, emporté par son orgueil, il exige d'eux qu'il lui rende annuellement hommage pour la cité, humiliant inutilement ses alliés et s'aliénant leur soutien. Le 1er novembre 1335, Pietro Rossi lui abandonne Lucques, que Mastino, après avoir hésité, refuse de rendre aux Florentins et décide de conserver pour lui. Plus inquiétant encore pour Florence, en novembre 1335, les Scaliger s'impliquent dans les affaires de Pise. En décembre, un parti de cavaliers véronais s'empare de Sarzana et au printemps suivant, Alberto et Mastino achètent Pietrasanta et Massa Carrara, sécurisant ainsi leur accès à Lucques.

### Apogée et tensions

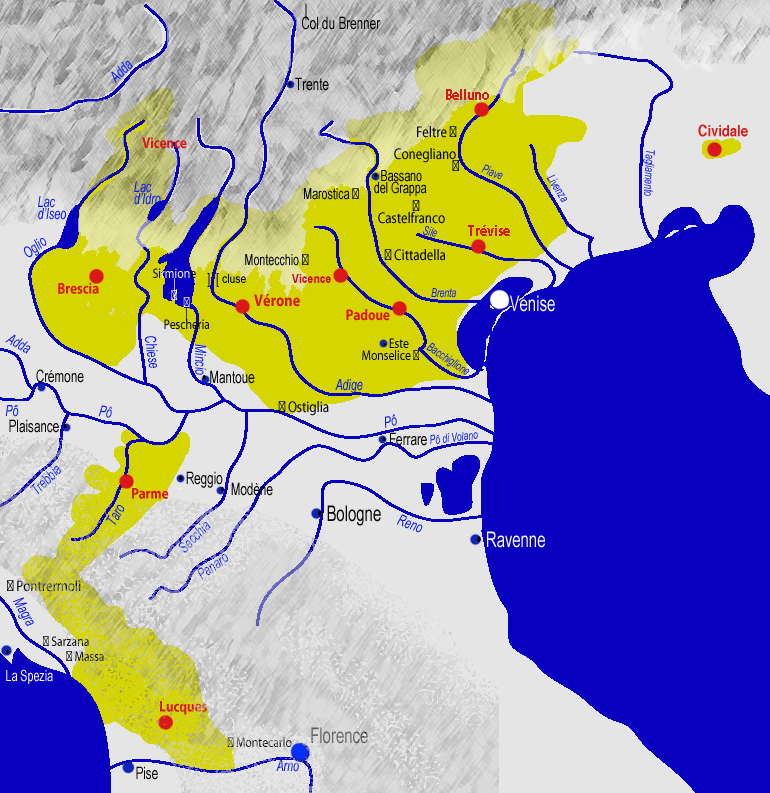
Possessions des Scaliger en 1336.

Avec l'annexion de Parme et de Lucques, Mastino et son frère Alberto deviennent les seigneurs les plus puissants et les plus riches d'Italie. Ils tiennent directement treize villes Leurs domaines s'étendent du Frioul à la Toscane, ils tiennent le lac de Garde, la route des Alpes et les cours d'eau qui en descendent. Leur fortune n'est dépassée que par celle du roi de France. Ils entretiennent à leur cour les féaux des domaines qu'ils ont annexés et les ambassadeurs dépêchés par leurs alliés.
Mais les Della Scala ressentent bientôt le contrecoup du massacre des gibelins à Brescia, du traitement infligé à Parme, de l'humiliation des Gonzague, du rabaissement des Rossi et du tort fait à Florence. Venise, mal à l'aise avec l'emprise des Véronais sur sa terre ferme, reçoit à bras ouvert les mécontents. Les premiers qui se présentent sont Marsilio et Rolando Rossi. Leurs griefs viennent s'ajouter à ceux des Vénitiens qui, depuis des années, entretiennent avec Vérone nombre de petits conflits territoriaux et commerciaux. En juin 1336, Venise bannit les deux frères Della Scala et Florence, désespérant désormais de récupérer Lucques, se joint aux mécontents.

### La guerre contre Venise
Entre juin et octobre 1336, les Della Scala fortifient leurs positions, amorcent des ouvertures diplomatiques et livrent quelques combats mineurs. Le 23 octobre l'armée vénitienne, commandée par Pietro Rossi, franchit le Piave, puis, visant Padoue, passe la Brenta. Le 10 mars 1337, Venise signe, avec la Maison d'Este, les Visconti et les Gonzague un traité qui les associe à l'alliance entre Venise et Florence. La signature d'une paix séparée est interdite, toutes les prises de guerre doivent être mises en commun, sauf Lucques, qui revient de droit à Florence, et les territoires entre Pô et Adige, qui appartiennent à Ferrare. Une armée unique est organisée, financée pour un tiers par Venise, un tiers par Florence et un tiers par la Lombardie.
Les hostilités s'amplifiant, l'incompétence militaire des Della Scala devient évidente. Après avoir adopté une stratégie défensive et s'être retranchés dans leurs places fortes alors qu'ils avaient l'avantage du nombre, laissant l'ennemi dévaster leurs possessions, ils entrent en campagne sans avoir préparé leur intendance. À Padoue, que Mastino a confiée à Alberto, ce dernier, trahi par Marsilio da Carrara, est pris par surprise (3 août 1337). La ville tombe aux mains des Vénitiens emmenés par Pietro Rossi, pendant qu'Alberto, fait prisonnier, est emmené à Venise où il va rester, prisonnier choyé, jusqu'à la fin de la guerre. Entre la fin juillet et le début du mois d'octobre, Belluno, Feltre et Brescia tombent. Mastino tente la voie diplomatique : il s'adresse à l'Empereur, au Pape, tente de briser la coalition en proposant aux Vénitiens une paix séparée. Le château de Montecchio — entre Vérone et Vicence — se rend le 10 mai 1338. À l'automne, c'est au tour de Marostica et de Quartesolo, entre la Brenta et Vicence, dans les faubourgs de laquelle les Vénitiens installent un campement permanent. Ruiné, isolé, sans ressources Mastino accepte en novembre la proposition de paix du doge de Venise : il lui donne Trévise en gage pendant la durée des négociations et, le 3 décembre 1338, trois ambassadeurs de Mastino arrivent à Venise avec les pleins pouvoirs pour négocier au nom des Scaliger.

### La paix et les dernières réductions territoriales
Les hostilités prennent fin le 24 janvier 1339. Après des négociations laborieuses, la paix est signée à Venise. Aux termes de l'accord, Trévise et Castelfranco reviennent à Venise, Bassano et Monselice aux Carrare. Les Florentins ne récupèrent pas Lucques, mais se voient donner quatre places fortes qui l'entourent. Padoue et Brescia, qui ne sont pas évoquées dans le traité, restent tacitement aux mains des Carrare et des Visconti. Les Scaliger, qui doivent verser à Venise 10 000 florins en dommages de guerre, ne conservent que Vérone, Vicence, Parme et Lucque.
La guerre contre Venise a bouleversé les équilibres, éprouvé les loyautés et aiguisé les appétits. En 1341, Azzo da Coreggio, qui tient Parme pour les Scaliger, s'allie avec Robert de Naples, Les Florentins et Milan pour s'emparer de la ville, qu'il emporte le 21 mai. Une fois Parme perdue, Mastino sait que Lucques, sans aucune continuité territoriale avec ce qui lui reste de possessions, est impossible à tenir. Il la propose en même temps à Florence et à Pise et, faisant monter les enchères, finit par la vendre aux Florentins.

## Les démêlés avec le Pape

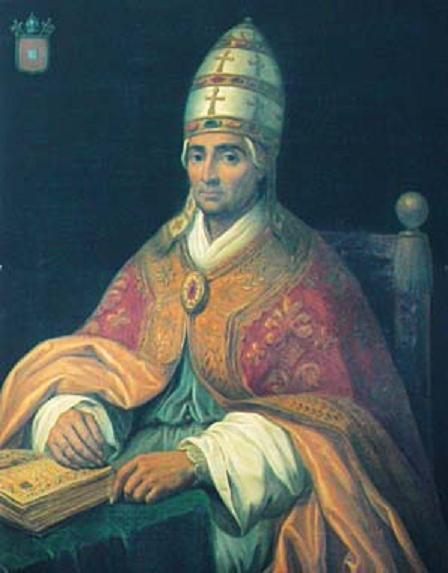
Le pape Benoît XII

### Excommunication de Mastino II
Le 28 août 1338, alors qu'il est aux prises avec une puissante coalition et battu en brèche sur tous les fronts, Mastino della Scala, harcelé, épuisé et soupçonneux, assassine l'évêque de Vérone en pleine rue, dans un accès de paranoïa. Le 24 septembre, il est excommunié par le pape Benoît XII.

### Repentance et reconnaissance de la suprématie de la papauté
Sincèrement mortifié par son crime et par la punition qui lui est infligée, Mastino implore le Pape de lui pardonner et lui propose de reconnaître sa suprématie sur l'Empereur en acceptant de recevoir de ses mains les vicariats de Vérone, de Vicence et de Parme,.
Le 27 septembre, le Pape ordonne l'absolution du pénitent, qu'il oblige, à son retour à Vérone, à se rendre, à pied et tête nue, à la cathédrale, pour y demander, devant le peuple assemblé, la levée de son excommunication. Il doit également offrir une Vierge et six chandeliers d'argent au chapitre de la cathédrale, jeûner six fois par an tout le reste de sa vie, vêtir vingt-quatre pauvres chaque année à la date anniversaire de son crime, et verser à six prêtres une rente de vingt florins afin qu'une messe perpétuelle soit célébrée à la mémoire de sa victime.

## Bilan
La perte de Lucques ramène les possessions des Scaliger à ce qu'elles étaient en 1312. À part Vicence, tous les gains territoriaux de Cangrande sont perdus. Vérone redevient un acteur de second rang et les Della Scala quittent progressivement le devant de la scène politique. Alberto, remis en liberté après la paix avec Venise, s'éloigne du monde. Leurs domaines en profitent : la pression fiscale diminue, le saccage des campagnes cesse, la sécurité du commerce est rétablie, et la seigneurie, renonçant à ses expansions territoriales, se concentre sur la gestion de ses possessions.
L'excommunication de Mastino a également pour Vérone des conséquences inattendues : pour marquer sa satisfaction de voir les Scaliger reconnaître sa suprématie sur l'Empereur, Benoît XII fonde à Vérone une université et confère aux autorités locales le droit de décerner le diplôme de magister.

## Mort de Mastino II, accession au pouvoir de Cangrande II et mort d'Alberto II
|                                                      |  |  |
| Monument funéraire de Mastino II. Aquarelle de 1852. |  |  |

Après avoir dissipé les douze dernières années de sa vie en intrigues brouillonnes et inutiles, le 3 juin 1351, Mastino II meurt après une brève maladie, à l'âge de 43 ans. Il laisse derrière lui sa veuve, Taddea, et six enfants : trois filles et trois fils légitimes : Canfrancesco (connu par la suite sous le nom de Cangrande, deuxième du nom), Cansignorio et Paolo Alboino. Depuis 1339, le nom et la signature d'Alberto II n'apparaissent plus sur les documents officiels et il a pris si peu de part à la seigneurie que le peuple, assemblé le 4 juin 1351 sur la piazza delle Erbe, proclame les trois fils de Mastino co-seigneurs de Vérone. De fait, seul Cangrande exerce le pouvoir, son frère Cansignorio n'étant âgé que de onze ans et Paolo Alboino encore un bambin. Alberto, qui a donné son accord à la succession, se retire alors définitivement de la vie publique et meurt le 24 septembre 1352.
Mastino II est enterré à Santa Maria Antica et sur sa tombe s'élève un monument où il est représenté, comme son oncle Cangrande, par deux effigies : la première en chevalier combattant, la seconde gisant dans ses vêtements civils. La seconde effigie porte la barbe, qu'il aurait laissé pousser après le meurtre de l'évêque de Vérone.
| • L'échelle porte4 ou 5 barreaux.  |  | Blasons• Variante avec chiens affrontés.  |  | • Variante avec aigle impériale. |
| • L'échelle porte 4 ou 5 barreaux. |  | Blasons • Variante avec chiens affrontés. |  | • Variante avec aigle impériale. |